# کندال الیس
کندال الیس (انگلیسی: Kendall Ellis؛ زادهٔ ۸ مارس ۱۹۹۶) دونده اهل ایالات متحده آمریکا است.
وی در مسابقات کشوری و بین‌المللی در مجموع برندهٔ ۱ مدال طلا شده‌است.